# دونكان كينورثي
دونكان كينورثي (بالإنجليزية: Duncan Kenworthy)‏ هو منتج أفلام بريطاني، ولد في 9 سبتمبر 1949 في إنجلترا في المملكة المتحدة.

## وصلات خارجية
- دونكان كينورثي على موقع IMDb (الإنجليزية)
- دونكان كينورثي على موقع قاعدة بيانات الفيلم (الإنجليزية)